# Kodak Black

## Tuổi thơ
Dieuson Octave được sinh ra vào tháng 11, năm 1997 ở Pompano Beach, Florida, nơi mà ông được nuôi nâng lên. Cha mẹ anh là dân nhập cư từ Haiti. Nhiều người đã lớn lên ở Golden Acres, một nhà công cộng dự án ở Pompano Beach.
Từ khi lên sáu tuổi đến tám tuổi anh sử dụng biệt danh là "Black" (Đen). Ông cũng dùng biệt danh "Lil' Black". Khi anh gia nhập Instagram ông ấy đã chọn tên "Kodak Black". Sau này trở thành tên sân khấu của mình khi ông bắt đầu đọc Rap và một tên tuổi được ưa chuộng bởi người hâm mộ của mình.
Trong năm 2009, lúc 12 tuổi, Kodak Black tham gia một nhóm nhạc rap gọi là "Brutal Youngnz", dưới biệt danh chính thức đầu tiên của tên trên sân khấu "J-Black". Anh sau đó đã tham gia một nhóm nhạc rap địa phương gọi là "The Kolyons". Vào tháng 12 năm 2013, Kodak Black sau đó phát hành mixtape đầu tiên, Project Baby, tiếp theo là vào tháng 12 năm 2014 với "Heart of the Projects", và tiếp theo nữa vào tháng 12 của năm 2015 với Institution..

## Phong cách âm nhạc
Vào tháng 10 năm 2015, rapper Canada Drake đăng video của mình nhảy theo một trong bài hát Kodak Black "Skrt", giúp Kodak Black được nổi tiếng hơn. Tháng Đó, Kodak Black đã ký một thỏa thuận với Atlantic Records. Tháng 5 năm 2016, Kodak Black và rapper kiêm đồng nghiệp Lil Uzi Vert công bố ý định của họ để hợp tác cho một chuyến lưu diễn được gọi là "Parental Advisory Tour", tuy nhiên, Kodak Black đã không xuất hiện trên chuyến đi này.

## Vấn đề pháp lý
Trong tháng 6 năm 2016, Kodak Black đã được vinh danh là "2016 Freshman Class" trong tạp chí XXL.
Trong tháng 8 năm 2016, Kodak Black đã bị chỉ trích khi một video đã được phát hành cho thấy anh ta chế giễu phụ nữ da đen với lời bài hát mà ngụ ý những người phụ nữ đen kém hấp dẫn hơn da trắng. Trong khi ở trong tù vào năm 2016, anh ta phát bài hát "Can I".
Tháng năm 2016, Kodak Black góp mặt trong đĩa đơn "Lockjaw" của French Montana, từ mixtape MC4 thứ 21 của French Montana, mà đạt được top 23 trên bảng xếp hạng Hot R&B/Hip-Hop Songs của Billboard. Trong tháng 8 năm 2016, Skrt của Kodak Black đạt top 10 trên "Bubbling Under R&B/Hip-Hop Singles" của Billboard. Trong tháng 6 năm 2016, anh phát hành mixtape thứ tư của mình - Lil B.I.G. Pac, mà đã trở thành mixtape đầu tiên của mình lọt vào bảng xếp hạng Billboard, đạt top 49 trong "Top R&B/Hip-Hop Albums" và top 18 trên Heatseakers Albums.

## Đầu cuộc đời
Ngày 17 tháng hai, 2017, Kodak Black, phát hành những duy nhất "Tầm Nhìn đường Hầm". Bài hát đã đạt ở vị trí số 27 và thứ 6, và Kodak đầu tiên đứng trên Top 10  Billboard Hot 100 và số 17 trên Canada Hot 100.
Kodak Black là âm nhạc là thường xuyên về "trước và tương lai tội phạm lỗi lầm", và ông nói rằng ông ấy bị ảnh hưởng bởi rapper gắn cờ thay đổi loại và binh rồng.
Các người New York, mô tả của ông, "rõ ràng là trẻ trung giọng nói" và "nổi loạn, âm thanh" và nói "Quãng tham gia trẻ khác rapper, những người đã từ chối một trường học cũ nhấn mạnh vào trữ tình loạt nhân, và cá nhân phấn chấn".
Vào năm 2016, Các Cha đã viết rằng Kodak Black "nói lên sự liên tục của nhà nước khốn nạn đó sống trong một môi trường nghèo có thể có ý nghĩa. Ông đã làm tình cảm thông minh quan sát một cách gợi nhớ của các nghệ sĩ của thập niên 90, như ưu tú Sâu và Lil' Wayne, có tiếng nói đã có giá trị như chính minh họa của cuộc sống của họ trong góc của Mỹ".
Trong tháng 2017, Kodak Black, phát sóng một Instagram Sống video của mình trong một Washington, D. C phòng khách sạn với một số người khác, trong khi một cô gái đơn độc thực hiện tình bằng miệng vào chúng. Tài khoản Instagram của Kodak Black đánh một hồ sơ cao trong buổi phát sóng. Rapper sau đó đăng một tin nhắn trên Twitter về vụ việc đọc "Nếu tôi có thể thay đổi tôi thề tôi sẽ.. Tôi đã thử tất cả mọi thứ, nhưng tôi chỉ là như vậy."
Trong năm 2014, Kodak Black nói rằng ông đã từng làm việc về phía mình bằng tốt nghiệp trung học tại Blanche Ely Trường trung học ở hollywood.
Trong tháng 10 năm 2015, Kodak Đen đã bị bắt ở hollywood và buộc tội ăn cướp, pin, tù sai của một đứa trẻ, và hữu của cần sa. Sau đó ông đã được phát hành.
Vào tháng 4 năm 2016, Kodak Black, đã bị bắt tại Hallandale Bãi biển Florida và buộc tội sở hữu của một thứ vũ khí bởi một tội phạm, sở hữu của cần sa, và trốn chạy từ sĩ quan. tháng sau, Kodak Black đã bị bắt ở Quận Sét, Florida và buộc tội là cướp có vũ trang và sai, tù. Ông đã bị bắt giữ ở trong tù.
Trong tháng 8 năm 2016, Kodak Black xuất hiện ở tòa án ở Miami, Florida. Một giám đốc điều hành từ Tây hồ Sơ đã tham dự các tòa án, phó chủ tịch Michael Kushner bình luận "Black có một tương lai tươi sáng như một nghệ sĩ thu âm". Kodak Black cầu xin không có cuộc thi đến tất cả các chi phí và trong một thoả thuận đã được đặt trên bắt giữ nhà cho một năm, có năm năm bị quản chế, thực hiện dịch vụ cộng đồng như yêu cầu, và có sự tức giận quản lý lớp học. Ông cũng sẽ được phép tour quốc tế. Trước khi phát hành của mình từ Tài chính Tù, cảnh sát đã phát hiện hai xuất sắc hình sự bảo đảm, lần đầu tiên từ Florence, Nam Carolina, cáo buộc tội tội phạm tình dục, tiến hành, thứ hai từ St. Lucie County, Florida cáo buộc hai lần, nếu cần sa. Kodak, Black không được ra tù.
Vào tháng 9 năm 2016, Kodak Black đã nhận cuộc thi không để hai tội nhẹ phí thuốc và đã bị kết án bốn tháng trong tù. Ông đã ghi cho thời gian bị giam giữ chờ xét xử và đã yêu cầu để phục vụ 120 ngày. Ông cũng bị treo từ lái xe cho một năm.

Kodak Black được ra tù ở Florida, và sau đó đã được chuyển đến Florence, South Carolina để đối mặt với chi phí của cưỡng hiếp. Theo các nạn nhân nữ, người đã báo cáo sự cố đến trường học của cô y tá, cô ấy đã tham dự một tháng 2 năm 2016 suất bởi Kodak Black "Kho tàng thành Phố" ở Florence, sau đó cô ấy đi cùng các ca sĩ để phòng khách sạn của mình mà ông đã bị cáo buộc đã nói với cô ấy "không thể giúp chính mình" như ông đã xé quần áo của cô, cắn nhiều lần, và cưỡng hiếp cô, như cô ấy gào thét trong giúp đỡ. Kodak Black được ra tù ở South Carolina ngày 1 tháng 12 năm 2016 sau khi đăng $100,000, nhưng trở lại tòa vào ngày 8, 2017. Về Kodak Black, Miami Lần Mới hỏi "là ông những sản phẩm của xã hội lớn hơn vấn đề đã được nêu ra một chế độ ăn ổn định của chê phụ nữ lời rap?".Trong giờ hành, ông ghi lại và phát hành "Đó Ông Đi", một duy nhất mà đề cập đến gần đây của ông thả tù:
Just hopped off the plane I just got out about a day ago

Everybody love me, when they see me they be like, "There he go!"

Got me a new lady, we 'bout to take a trip to Mexico

Crackers took my 40 so I'm 'bout to go buy a Draco (an AK-47 handgun)[1]
1. ^ Kodak Black (Tháng 8, Năm 2016)."Đó Ông Đi" Lưu trữ ngày 21 tháng 9 năm 2018 tại Wayback Machine. Đô thị Islandz. 

Trong ngày 2017, Kodak Black đã được bắt lại vi phạm luật quản chế của mình. Ông ấy đang bị giam giữ mà không có trái phiếu và ông đang có tour du lịch được hoãn lại.
Album
- Vẽ Hình Ảnh (2017)

Quá
- Dự Án Bé (2013)
- Trái tim của dự Án (2014)
- Tổ chức (2015)
- Lil B. I. G. Pac (2016)

1. ↑  "Uncover Kodak Black's Music When He Was Known as J-Black - XXL".
2. ↑  "Dieuson Octave". Local 10.com. Bản gốc lưu trữ ngày 9 tháng 3 năm 2017. Truy cập ngày 21 tháng 9 năm 2018.
3. ↑  "Kodak Black". Soundcloud.
4. ↑  "Kodak Black Signs Record Deal With Atlantic Records". 24hourhiphop.com. ngày 21 tháng 10 năm 2015. Bản gốc lưu trữ ngày 8 tháng 12 năm 2015.
5. ↑  Tags:  daily discovery, kodak black. "Kodak Black Interview | Pigeons & Planes". Pigeonsandplanes.com.